# Artan Vila
Artan Vila (Durazzo, 4 maggio 1970) è un ex calciatore albanese, di ruolo difensore.

## Carriera

### Nazionale
Ha collezionato 2 presenze con la Nazionale albanese.